# Крај партије
Крај партије је југословенски ТВ филм из 1988. године. Режирао га је Златко Свибен а сценарио је написао Златко Свибен по делима Самјуела Бекета и Виљема Шекспира.

## Улоге
| Глумац            | Улога         |
| ----------------- | ------------- |
| Тихомир Станић    | Клов          |
| Михајло Плескоњић | Хам           |
| Добрила Шокица    | Нел           |
| Раде Којчиновић   | Нег           |
| Лана Николић      | Девојчица Нел |
| Филип Николић     | Дечак Нег     |

Остале улоге ▼
| Глумац          | Улога     |
| --------------- | --------- |
| Кетрин Мунириах | Мајка Пег |
| Горан Јоксић    | Дечак Хам |
| Богдан Станић   | Двојник   |